# الکساندرا آنخل
الکساندرا آنخل (به انگلیسی: Alexandra Anghel،  زادهٔ ۲۸ ژوئن ۱۹۹۷) یک کشتی‌گیر آزادکار اهل کشور رومانی است.
از افتخارات وی می‌توان به کسب مدال برنز قهرمانی کشتی جهان ۲۰۲۲ اشاره کرد.